# Neoscombrops pacificus
Neoscombrops pacificus è un pesce osseo di acqua salata appartenente alla famiglia Acropomatidae.